# Dello
Dello är en ort och kommun i provinsen Brescia i regionen Lombardiet i Italien. Kommunen hade 5 622 invånare (2018).